# Alicja Tchórz
Alicja Tchórz (ur. 13 sierpnia 1992 w Kaliszu) – polska pływaczka specjalizująca się w stylu grzbietowym (wcześniej również w stylu motylkowym), mistrzyni Europy na krótkim basenie i wielokrotna rekordzistka Polski. Uczestniczka Igrzysk Olimpijskich w Londynie (2012) i Rio de Janeiro (2016).

## Kariera
W 2005 roku, reprezentując klub UKS Delfin Kalisz, zadebiutowała w Zimowych Mistrzostwach Polski 13-latków w Ostrowcu Świętokrzyskim, gdzie zajęła 8. miejsce na 100 m stylem motylkowym, 13. na 50 m stylem motylkowym i 21. na 100 m stylem grzbietowym.
Tego samego roku wystartowała w Letnich Mistrzostwach Polski 13-latków. W wyścigu na 400 m stylem zmiennym była 5., a na 50 m stylem motylkowym – 7.
Rok później na Zimowych Mistrzostwach Polski 14-latków w Puławach wywalczyła złoty medal na 200 m stylem motylkowym oraz srebrny na 100 m stylem motylkowym. Ponadto była 9. na 50 m stylem motylkowym.
W tym samym roku zadebiutowała w Grand Prix Polski w Opolu na dystansie 100 m stylem motylkowym, gdzie zajęła 13. lokatę oraz na 50 m stylem motylkowym, zajmując 16. pozycję.
Debiutując w międzynarodowych zawodach podczas mityngu LEN: Multinations Youth Meet w Atenach, wywalczyła srebrny medal w wyścigu 200 m stylem motylkowym. Była również 11. na 100 m stylem grzbietowym.
W tej samej serii zawodów w Oświęcimiu zdobyła złoty medal na 200 m stylem motylkowym.
Tchórz spisała się rewelacyjnie podczas zawodów Zawody Pływackie WKS Śląsk we Wrocławiu, zdobywając 4 medale: złoto na 200 m stylem motylkowym, srebro na 100 m stylem motylkowym i 400 m stylem zmiennym oraz brąz na 200 m stylem zmiennym.
Podczas Letnich Mistrzostw Polski 14-latków w Gdyni zwyciężyła na 200 m stylem motylkowym, była druga na 100 m stylem motylkowym oraz 6. na 50 m stylem motylkowym.
W listopadzie zadebiutowała w Zimowych Mistrzostwach Polski, zajmując 7. miejsce na 200 m stylem motylkowym, 11. na 100 m stylem motylkowym i 21. na 50 m stylem motylkowym.

## Zawody międzynarodowe
Startując w 2008 roku w Mistrzostwach Europy juniorów, zdobyła złoty medal w wyścigu 100 m stylem grzbietowym (1:02.98). W tych samych zawodach zdobyła również brązowy medal na 200 m stylem motylkowym (2:13.28). Złoto wywalczyła wtedy Mirela Olczak. Tchórz była też 26. na 50 m stylem grzbietowym (31.14).
W tym samym roku wystartowała w Młodzieżowych Mistrzostwach Świata w meksykańskim Monterrey. Najlepiej spisała się na dystansie 200 m stylem grzbietowym, gdzie zajęła 6. pozycję (2:14.32). Polka dwukrotnie była 25. w wyścigach na 50 i 100 m stylem motylkowym.
W 2009 roku zadebiutowała w Mistrzostwach Świata. W swojej koronnej konkurencji dostała się do półfinału, gdzie zajęła 16. miejsce (2:11.06). Na dwukrotnie krótszym dystansie zajęła 25. lokatę (1:01.75). Tę samą pozycję zajęła na 50 m stylem grzbietowym (29.07).
Tego samego roku wystartowała w Mistrzostwach Europy na krótkim basenie. Na 100 m stylem grzbietowym była 10. (59.08). Na 16. miejscu do mety przypłynęła w wyścigu 200 m stylem grzbietowym (2:07.06). Zanotowała również 22. miejsce na 50 m stylem grzbietowym (28.19).
W Mistrzostwach Europy w Budapeszcie Polka uplasowała się na 6. miejscu w finale 200 m stylem grzbietowym (2:11.67). Zanotowała również 21. lokatę na 100 m stylem grzbietowym (1:03.13) i 25. na 50 m stylem grzbietowym (30.03).
W 2011 roku, startując w Mistrzostwach Świata w chińskim Szanghaju, była 25. na 100 m stylem grzbietowym (1:02.04), 26. na 200 m stylem grzbietowym (2:14.27) i 34. na 50 m stylem grzbietowym (29.50).
W 2012 roku wystartowała w igrzyskach olimpijskich w Londynie, gdzie była 25. na 100 m grzbietem (1:01.44) i 29. na 200 m tym stylem (2:14.02).
W 2015 została srebrną medalistką mistrzostw Europy na krótkim basenie na 100 m stylem grzbietowym, ustanawiając czasem 57,17 s rekord Polski.
W 2016 roku wystartowała w igrzyskach olimpijskich w Rio de Janeiro, gdzie była 21. na 100 m grzbietem (1:01,31) i 20. na 200 m grzbietem (2:11,40).
W lipcu 2017 wzięła udział w World Games 2017, gdzie zdobyła srebrny medal w konkurencji pływania z przeszkodami na 200 metrów.
Kilka miesięcy później, na mistrzostwach Europy na krótkim basenie w Kopenhadze, zdobyła srebro na dystansie 50 m stylem grzbietowym, uzyskawszy czas 26,09 s.
W sierpniu 2018 roku podczas mistrzostw Europy w Glasgow w półfinale 50 m stylem grzbietowym ustanowiła nowy rekord kraju (27,72), przepływając ten dystans poniżej 28 sekund jako pierwsza Polka w historii. W finale tej konkurencji zajęła czwarte miejsce z czasem 27,74, ze stratą zaledwie 0,04 s do trzeciej w tym wyścigu Finki Mimosy Jallow.
Cztery miesiące później, na mistrzostwach świata na krótkim basenie w Hangzhou w finale 50 m stylem grzbietowym była ósma (26,42 s).

## Media społecznościowe
Tchórz w październiku 2015 roku napisała w mediach społecznościowych, że za zwycięstwo w ogólnopolskich zawodach otrzymała nagrodę w wysokości 200 złotych. Sprawa odbiła się głośnym echem nie tylko w środowisku zawodowych sportowców i sprowokowała dyskusję na temat finansowania polskiego sportu wyczynowego.